# Contre-la-montre sur piste

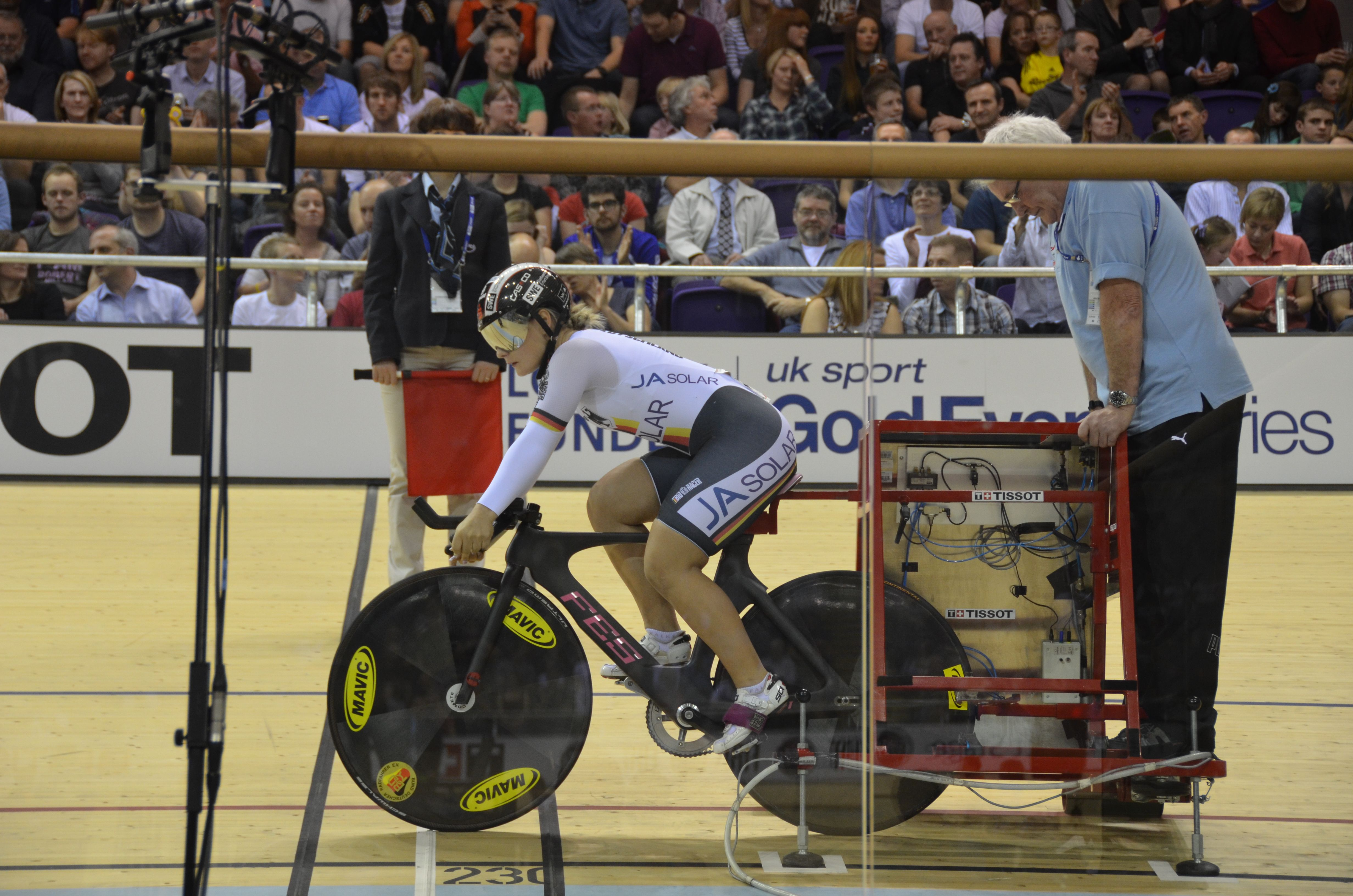
Kristina Vogel au départ du contre-la-montre sur piste lors de la Bahnrad-Weltcup à Glasgow en 2012.

Le contre-la-montre sur piste est une discipline du cyclisme sur piste consistant pour les compétiteurs à réaliser chacun leur tour un parcours chronométré. Le vainqueur est celui ayant réalisé le parcours le plus rapidement. À la différence du contre-la-montre sur route, les épreuves se disputent sur un vélodrome, très souvent couvert. Le vent ne joue donc pas un rôle important dans le résultat.

## Le vélo
Voir le règlement de l'UCI.

## Les épreuves

### Le kilomètre
La course contre-la-montre est la seule épreuve de vitesse qui se déroule sans manche qualificative ou préliminaire. Un seul coureur est présent sur la piste pour essayer de réaliser le meilleur temps. De 1994 à 1997, deux coureurs disputaient l'épreuve simultanément en partant chacun d'un côté de la piste.
Au championnat du monde, la distance pour les professionnels est de 1 000 mètres.
Le kilomètre est populaire auprès des coureurs qui se spécialisent dans les épreuves de vitesse. La discipline a été retirée du programme des Jeux olympiques après 2004, pour faire place à la course de BMX. Cela a conduit un certain nombre de coureurs spécialistes du kilomètre, notamment Chris Hoy, à se concentrer sur d'autres épreuves du sprint. Le kilomètre a été disputé à 19 reprises aux Jeux olympiques entre 1896 et 2004.
Cet événement consiste à réaliser le plus rapidement possible un contre-la-montre départ arrêté de 1 000 mètres. La plupart des pistes sont d'une longueur de 250 m, ce qui correspond à 4 tours. Toutes les pistes homologuées permettent de réaliser cette distance à 5 cm près en un nombre entier de demi-tours, les longueurs les plus fréquentes en dehors de la précédente étant 167 m (6 tours), 333 m (3 tours) ou 400 m (2,5 tours).
Le championnat du monde du kilomètres est au programme des championnats du monde depuis 1966.
Le record du monde est détenu par le Néerlandais Jeffrey Hoogland en 55,433 s. Il est le détenteur du record du monde depuis le 31 octobre 2023.

### Le500 mètres
La version féminine du kilomètre se déroule sur 500 mètres départ arrêté. La cycliste qui réalise le meilleur temps est déclarée vainqueur. Cet événement a également été retirée du programme olympique après 2004 pour faire place au BMX. L'épreuve, plus récente que le kilomètre n'a été présente qu'à deux Jeux olympiques, 2000 et 2004.
Le championnat du monde du 500 mètres est au programme des championnats du monde depuis 1995. L'épreuve du 500 mètres disparait en 2025 au profit du kilomètre féminin.
Le record du monde est détenu par la Mexicaine Jessica Salazar en 32,268 secondes, établi le 7 octobre 2016.

### Le200 mètresdépart lancé
L'épreuve 200 mètres contre-la-montre est une épreuve contre-la-montre avec départ lancé depuis la ligne des 200 mètres. Généralement, cette épreuve est destinée à sélectionner et classer les participants pour l'épreuve de la vitesse individuelle. Le 200 mètres est également utilisé comme épreuve de l'omnium, parfois remplacé par un tour lancé.
Selon la taille de la piste, les coureurs ont entre deux et trois tours et demi pour prendre de la vitesse. Le temps est calculé sur les 200 dernier mètres.
La distance à parcourir comprenant l'élan et les 200 mètres est fixée comme suit, selon la longueur de la piste :
- piste de 250 mètres ou moins : 3 tours et demi
- piste de 285,714 mètres : 3 tours
- piste de 333,33 mètres : 2 tours et demi
- piste de 400 mètres ou plus : 2 tours

Le record du monde est détenu par le Britannique Matthew Richardson, le premier homme à passer sous la barre des 9 secondes, en réalisant un temps de 8 s 857 le 15 août 2025.

### La poursuite
Jusqu'en 2024, la poursuite individuelle est une épreuve où deux coureurs s'affrontent sur une distance déterminée (4 000 m pour les hommes, 3 000 m pour les femmes et les juniors hommes et 2 000 m pour les juniors femmes). À partir de 2025, les distances sont les mêmes pour les hommes et pour les femmes : (4 000 m pour les élites et 3 000 m pour les juniors. Ils prennent le départ en deux points opposés de la piste. Est déclaré vainqueur le coureur qui rejoint l'autre coureur ou le coureur qui réalise le meilleur temps. Lors des séries qualificatives, il est tenu compte uniquement du temps. Si un coureur est rejoint, il doit terminer la distance pour l'enregistrement de son temps.
D'une manière générale, la compétition est organisée en 2 phases :
- les séries qualificatives qui désigneront les 4 meilleurs coureurs sur base du temps réalisé.
- les finales : les coureurs ayant réalisé les deux meilleurs temps disputent la finale pour deux premières places, les deux autres la finale pour les troisième et quatrième places.

Lors des Jeux olympiques, l'épreuve était organisée (et l'est toujours, dans sa formule par équipes décrite plus bas) en 3 phases :
- Les séries qualificatives qui désignent les 8 meilleurs coureurs sur la base du temps réalisé.
- Le premier tour de compétition : les 8 meilleurs coureurs sont opposés en fonction de leur temps réalisé en qualifications (le 1er contre le 8e, le 2e contre le 7e, etc.)
- Les finales : les 4 vainqueurs du premier tour de compétition disputent les finales. Les coureurs battus au premier tour de compétition sont classés de la cinquième à la huitième place selon le temps réalisé à ce stade de la compétition.

Les coureurs qui excellent dans la poursuite sont généralement compétents lors des contre-la-montre disputés sur route, car l'effort est en partie identique (comme Bradley Wiggins ou Chris Boardman).
Les records du monde sont détenus par l'Italien Filippo Ganna en 3 min 59 s 153 et la Belge Hélène Hesters en 4 min 42 s 154.
Il existe également l'épreuve de la poursuite par équipes. L'épreuve oppose deux équipes prenant le départ en deux points opposés de la piste. Est déclarée vainqueur l'équipe qui rejoint l'autre équipe ou celle qui enregistre le meilleur temps. L'épreuve pour hommes se déroule sur quatre kilomètres avec des équipes de quatre coureurs.
Depuis 2013, l'épreuve pour femmes se déroule également sur quatre kilomètres avec des équipes de quatre coureuses. La discipline se déroule de la même manière que la poursuite individuelle (qualifications, premier tour et finales). Cette épreuve exige que les cyclistes travaillent en équipes, c'est pourquoi la composition de l'équipe choisie par l’entraîneur est très importante.
Les records du monde sont détenus par les Australiens chez les hommes (en 3 min 40,730 s) et les Allemandes chez les femmes (4 min 4,242 s).